# Marina Raskowa

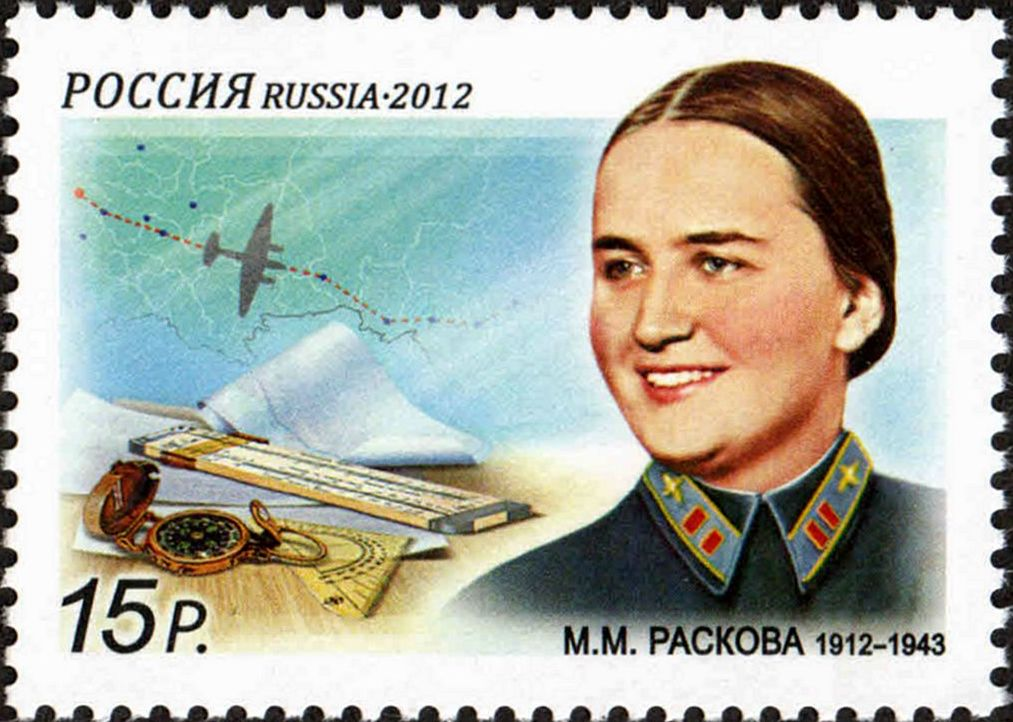
mjr. M. Raskowa na rosyjskim znaczku pocztowym oraz trasa ostatniego jej lotu

Marina Michajłowna Raskowa zd. Malinina, ros. Марина Михайловна Раскова; Малинина (ur. 2 marca?/15 marca 1912 w Moskwie, zm. 4 stycznia 1943 koło Saratowa) – radziecka wojskowa, major, pilotka i nawigatorka, wyróżniona tytułem Bohatera Związku Radzieckiego. Pierwsza kobieta w ZSRR, która uzyskała uprawnienia nawigatora lotniczego.

## Życiorys
Urodziła się w Moskwie, jej ojciec był śpiewakiem operowym a matka nauczycielką. Po ukończeniu 9-klasowej szkoły uczyła się w konserwatorium w klasie fortepianu, jednocześnie pracowała jako praktykantka, a następnie laborantka w laboratorium chemicznym zakładów Aniltest. Od 1932 roku pracowała w laboratorium nawigacji lotniczej Wojskowej Inżynieryjnej Akademii Lotniczej im. Żukowskiego. W 1934 roku zdała egzamin państwowy i otrzymała jako pierwsza kobieta w ZSRR dyplom nawigatora lotniczego. W 1935 ukończyła także szkolenie w centralnej szkole pilotów aeroklubu ZSRR i otrzymała dyplom pilota. Od tego też roku uczestniczyła w lotach, w których załogami były kobiety. W dniu 24 października 1937 roku wspólnie z pilotem Walentyną Grizodubową lecąc samolotem AIR-12 na trasie Leningrad – Moskwa ustanowiła kobiecy rekord świata w locie bez lądowania (1444,722 km). W 1938 roku uczestniczyła w kolejnych rekordowy kobiecych przelotach samolotem MP-1 wspólnie z P. Osipienko i W. Łomako, na trasie łamanej Sewastopol – Archangielsk bez wodowania (2371,99 km) i po prostej (2241,501 km). W dniach 24 – 25 września 1938 roku samolotem ANT-37 „Rodina” będąc nawigatorem, z pilotami W. Grizubową i P. Osipienko uczestniczyła w locie długodystansowym Moskwa – Daleki Wschód, ustanawiając kolejny kobiecy rekord w długości lotu bez lądowania (5908,61 km). Za ten lot w dniu 2 listopada 1938 roku wraz z całą załogą została wyróżniona tytułem Bohatera Związku Radzieckiego.
W 1938 roku wstąpiła do Armii Czerwonej, jednocześnie była konsultantem w sztabie NKWD, później w specjalnym wydziale NKWD, a potem w 3 Departamencie Ludowego Komisariatu Obrony ZSRR. Była także propagatorką lotnictwa wśród kobiet.
Po ataku wojsk niemieckich na ZSRR, zwróciła się osobiście do szefa Ludowego Komisariatu Obrony ZSRR z propozycją utworzenia grupy lotniczej składającej się wyłącznie z kobiet. Po uzyskaniu zgody rozpoczęła ona organizowanie grupy lotniczej nr 122, w której kobiety miały być zarówno personelem latającym, jak również stanowić obsługę naziemną. W krótkim czasie zebrano odpowiednią liczbę ochotniczek, została wtedy w stopniu majora mianowana dowódcą grupy.
Grupa została przeniesiona do miejscowości Engels nad Wołgą, gdzie rozpoczęto szkolenie oraz dokonano jej podziału na trzy pułki lotnicze: 586 pułk lotnictwa myśliwskiego, 587 pułk lotnictwa bombowego i 588 pułk lotnictwa bombowego nocnego. Jako pierwszy osiągnął gotowość bojową 586 pułk w lutym 1942 roku, następnie 588 – w maju 1942 i jako ostatni 587 pułk lotnictwa bombowego nurkującego, wyposażony w samoloty Pe-2. W listopadzie 1942 roku osiągnął on gotowość bojową, a jego dowódcą została mjr M. Raskowa, jednocześnie została bowiem rozwiązana grupa lotnicza nr 122.
Dowodzony przez nią 587 pułk został skierowany na front pod Stalingrad. Zginęła w dniu 4 stycznia 1943 roku w okolicach Saratowa w czasie oblotu meteorologicznego na trasie przelotu 3 eskadry pułku na front.
Prochy jej zostały pochowane w murze kremlowskim.

## Odznaczenia
- Złota Gwiazda Bohatera Związku Radzieckiego (02.11.1938)
- Order Lenina (dwukrotnie, oba w 1938 roku)
- Order Wojny Ojczyźnianej I stopnia (pośmiertnie,  30.09.1944[1])